# ニエル・アレストリュプ
ニエル・アレストリュプ（Niels Arestrup [nils aʁestʁyp]、1949年2月8日 - 2024年12月1日）は、フランスの俳優である。
『真夜中のピアニスト』と『預言者』でセザール賞助演男優賞を受賞している。

## 生い立ち
セーヌ県（現在のセーヌ＝サン＝ドニ県）モントルイユで生まれる。父親はデンマーク系である。
2024年12月1日に妻は訃報を発表した。75歳没。

## 主なフィルモグラフィ
- ミュウ・ミュウの 女刑事 La Femme flic (1980) ※日本劇場未公開
- 狼たちの報酬　Les Loups entre eux  (1985) ※日本劇場未公開
- キリング・ルーレット Lorfou (1987) ※1984年から1991年まで放送されたテレビシリーズ『Série noire』の1エピソード
- ミーティング・ヴィーナス La Tentation de Vénus (1991)
- 真夜中のピアニスト De battre mon cœur s'est arrêté (2005)
- 潜水服は蝶の夢を見る Le scaphandre et le papillon (2007)
- フェアウェル さらば、哀しみのスパイ L'Affaire Farewell (2009)
- 預言者 Un prophète (2009)
- サラの鍵 Elle s'appelait Sarah (2010)
- ビッグ・ピクチャー 顔のない逃亡者 L'homme qui voulait vivre sa vie (2010) ※日本劇場未公開、WOWOW放送時のタイトルは『ビッグ・ピクチャー』
- Tu Seras Mon Fils (2011)
- 戦火の馬 War Horse (2011)
- パリよ、永遠に Dipromatie (2014)
- 白い帽子の女 By the Sea (2015)
- 男と女、モントーク岬で Return to Montauk (2017)
- 天国でまた会おう Au revoir là-haut (2017)
- パリのちいさなオーケストラ Divertimento (2022)

## 受賞とノミネート
| 賞                           | 年     | 部門       | 作品名                                | 結果       |
| ---------------------------- | ------ | ---------- | ------------------------------------- | ---------- |
| セザール賞                   | 2005年 | 助演男優賞 | 『真夜中のピアニスト』                | 受賞       |
| セザール賞                   | 2009年 | 助演男優賞 | 『預言者』                            | 受賞       |
| セザール賞                   | 2010年 | 助演男優賞 | 『ビッグ・ピクチャー 顔のない逃亡者』 | ノミネート |
| ロサンゼルス映画批評家協会賞 | 2010年 | 助演男優賞 | 『預言者』                            | 受賞       |